# Fritz Jährling

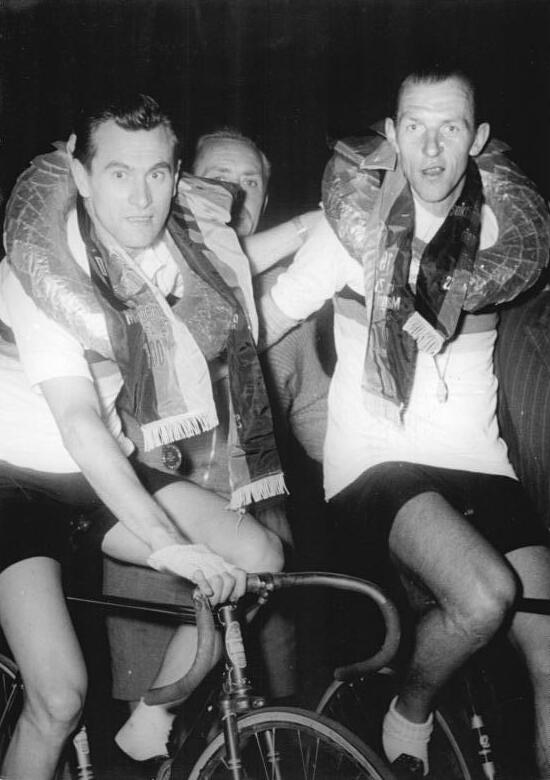
Fritz Jährling (r.) mit Horst Tüller als Meister 1956

Fritz Jährling (* 7. Januar 1923 in Germau; † 2005 ebenda) war ein deutscher Radrennfahrer.
Jährling (Spitzname „Fritze“), in der Sowjetunion geboren, kam als Kind mit seinen Eltern nach Deutschland, genauer in die Pallasstraße in Berlin in die unmittelbare Nähe des Sportpalastes. Seine radsportlichen Neigungen wurden vom Vater gefördert, der ihm das erste Rennrad schenkte. Mit 17 trat er dem Verein Grün-Weiß bei. Seine ersten Versuche auf der Bahn des Sportpalastes endeten mit seinen Worten „mit einer ordentlichen Portion Keile“ durch seine Kameraden, da er durch seinen unsicheren Fahrstil diese mehrfach von der Bahn „abräumte“. Seine späteren vielen Ausreißversuche begründete er damit, nicht gern „im großen Haufen zu fahren“. Dennoch stellten sich 1943 und 1944  erste Siege bei Bahnrennen ein. Nach dem Zweiten Weltkrieg, durch den er Vater und Schwester verlor, wurde er 1946 Berufsfahrer.
1948 wurde Fritz Jährling zweifacher Ostzonenmeister der Profis in der Einerverfolgung und im Stunden-Einzelfahren. Gemeinsam mit Otto Ziege gewann er mehrere Rennen im Zweier-Mannschaftsfahren und startete bei zwei Sechstagerennen in der Halle am Berliner Funkturm. In der DDR wurde er reamateurisiert, er startete nun für die BSG Einheit Berliner Bär. Zweimal, 1953 und 1954, wurde er DDR-Vizemeister in der Verfolgung, jeweils hinter Gerhard Löffler.
Fünfmal wurde Jährling DDR-Meister: 1954 mit dem Bahnvierer und 1954 sowie 1955 im Mannschaftszeitfahren. 1955 wurde er Meister im Zweier-Mannschaftsfahren mit Ronald Maraun und 1956 mit Horst Tüller.
Zwischen 1952 und 1956 gewann Fritz Jährling sechs Etappen bei DDR-Rundfahrten. 1955 gewann er die Schlussetappe von Cottbus nach Berlin, als er das Ziel im Walter-Ulbricht-Stadion nach längerer Alleinfahrt als Solist erreichte und von 40.000 Zuschauern gefeiert wurde. Einen seiner letzten Erfolge hatte er im Jahr 1958, als er in der Werner-Seelenbinder-Halle mit den Brüdern Günter und Horst Oldenburg im Rennen „1001 Runde“ den zweiten Platz belegte.